# 和谐号CRH380B型电力动车组
和谐号CRH380B型电力动车组（或称CRH3-380型），是中华人民共和国铁道部为营运新建的高速城际铁路及客运专线，由中国北车集团唐山轨道客车有限責任公司和中国北车集团长春轨道客车有限责任公司在原型为德国西门子ICE3的CRH3C型电力动车组基础上研发的CRH系列高速動車組，并以此为基础制造了时速400公里的CIT400B线路检测车。中国鐵道部将所有引进国外技术、联合设计生产的中国铁路高速（CRH）車輛均命名為「和谐号」。

## 概要
为京沪高速铁路配套的新一代高速列车的开发是在消化吸收基础上一项庞大的再创新工程，为全面支撑中国高速列车技术“自主创新”的需求，中华人民共和国科技部与铁道部于2008年2月26日共同签署了《中国高速列车自主创新联合行动计划》，提出研制符合京沪高铁运营需求的高速列车，由中国南车、北车集团在消化吸收外国相关技术的基础上，将动车组的时速从250～300公里提高到350公里及以上，为京沪高速铁路提供强而有力的装备保障。。其中，中国北车集团唐山轨道客车以CRH3型电力动车组为基础，研制新一代时速350公里级别高速动车组。2009年正式立项启动，当时研制项目名称为CRH3-350。
2008年9月，CRH3-350型动车组开始前期研发阶段，同时提高了车辆的设计标准，设计最高时速由时速350公里提高至380公里，项目名称为CRH3-380；列车在京沪高速铁路上的单程行车时间可由原规划的5小时，进一步缩短至4小时。更改标准后，新一代动车组的产品设计工作于2009年1月27日正式启动。
2009年3月16日，中华人民共和国铁道部正式与中国北车集团旗下的唐山轨道客车公司和长春轨道客车股份公司、以及中国铁道科学研究院签署了一系列采购合同，合作生产100列新一代高速動車組，为16節車廂的大編組座車，合同总金额达392亿元人民币。其中70列是由唐山轨道客车制造，其餘30列則由长春轨道客车制造。
由于此次签订合同的消息中中国官方并没有提到西门子的参与，次日铁道部仅在网站上发表“百列国产新一代高速动车组将于2011年驶上京沪高铁”为主题的新闻。至3月20日，德国西门子集团在其网站发布信息称，“唐山轨道客车有限责任公司、长春轨道客车股份有限公司、中国铁道科学院和西门子签署了一份关于提供100列高速列车的合同，西门子获得价值7.5亿欧元份额”，此时德国《商报》也援引西门子内部人士谈话，西门子表示“不会、也绝不出让核心技术”。这则消息在海内外一度引起广泛关注，许多媒体以“西门子宣布获得中国政府购买100列高速列车的订单”类似标题进行了报道。由于西门子网站消息与铁道部官方发布信息，措辞明显有出入，尤其在动车组知识产权归属上存在疑义，引起国内公众疑虑。3月25日，铁道部公开回应称：“近期并没有跟西门子签订任何合同”，形势几乎演变成由铁道部和西门子主演的一场公关危机，引发诸多猜测。3月31日，西门子交通集团媒体发言人回应媒体时表示，此次100列动车组的合约确已签署，列车将主要在中国生产。而对有关技术转让的合约细节等问题，则并未有详细透露。而根据西门子的消息，这些部件的生产任务将分别由西门子位于德国纽伦堡、克雷费尔德等地，以及奥地利和中国上海等工厂承担。
2009年6月，中华人民共和国铁道部向国内动车组制造企业招标采购共320列时速350公里的高速动车组，中國北車集团获得了100列动车组的訂單，其中80列为新一代CRH3-380型动车组，包含40列16辆编组动车组和40列8辆编组动车组，由长春轨道客车制造。2009年9月28日，铁道部、长春轨道客车股份有限公司、北京铁路局于北京正式签订合同，总值235亿元人民币。这批动车组计划于2011年4月开始交付，全部80列动车组将于2012年6月完成交付。
2010年5月27日，首列CRH3-380列车完成样车试制，并在吉林省長春市绿园区轨道交通装备制造产业园首次向外界展示。
2010年7月17日，时任中共中央政治局常委、国家副主席习近平在河北省唐山市调研期间，前往唐山轨道客车有限责任公司，考察新一代时速380公里CRH3-380“和谐号”动车组生产线，先后考察了高速动车组铝合金车体生产线和总装配厂，并登上一列即将下线的CRH3-380型动车组。
2010年9月，铁道部下发《关于新一代高速动车组型号、车号及坐席号的通知》，将70列由唐山轨道客车制造，110列由长春轨道客车制造的CRH3-380型动车组定型为CRH380B系列，其中短编组动车为CRH380B，而长编组动车为CRH380BL。至2010年12月中旬，铁道部重新分配动车组车号，根据《运装客车【2010】807号》文件，将CRH380B分配为长春轨道客车生产的40列短编组座车动车组；CRH380BL分配为长春客车轨道的45列长编组座车动车组、唐山轨道客车的70列长编组座车动车组，CRH380B系列均采用原头型。而长春轨道客车的25列新头型长编组座车动车组则分配至CRH380C。
自2014年7月1日起，所有CRH380动车组編號均作出了更改。
- 长春轨道客车生产的CRH380B，原編號為（CRH380B-6201L～CRH380B-6245L、CRH380B-6246～CRH380B-6300、CRH380B-6326～CRH380B-6383），現改為（CRH380BL-5501～CRH380BL-5545、CRH380BG-5546～CRH380BG-5600、CRH380BG-5626～CRH380BG-5636、CRH380B-5637～CRH380B-5681、CRH380BG-5682、CRH380BG-5683）。
- 唐山轨道客车的CRH380B，原編號為（CRH380B-6401L～CRH380B-6470L、CRH380B-6471～CRH380B-6500），現改為（CRH380BL-3501～CRH380BL-3570、CRH380B-3571～CRH380B-3600），該編號之後的生產动车组均依照新規定之格式定編號，並將高寒型正式命名為CRH380BG[11][12]。

## 技术特性
CRH380B型动车组是在CRH3C基础上研发的新一代高速动车组，与CRH3C相比，持续运营时速为由300公里提高至350公里，最高设计时速由350公里提高到380公里，最高试验时速为400公里以上，性能优化以提高牵引功率、降低传动比及动车组气动外形减阻为主，而列车舒适度优化方面主要采取提高列车减震性能、车厢降噪、加强车内气压控制等方式。

### CRH380B

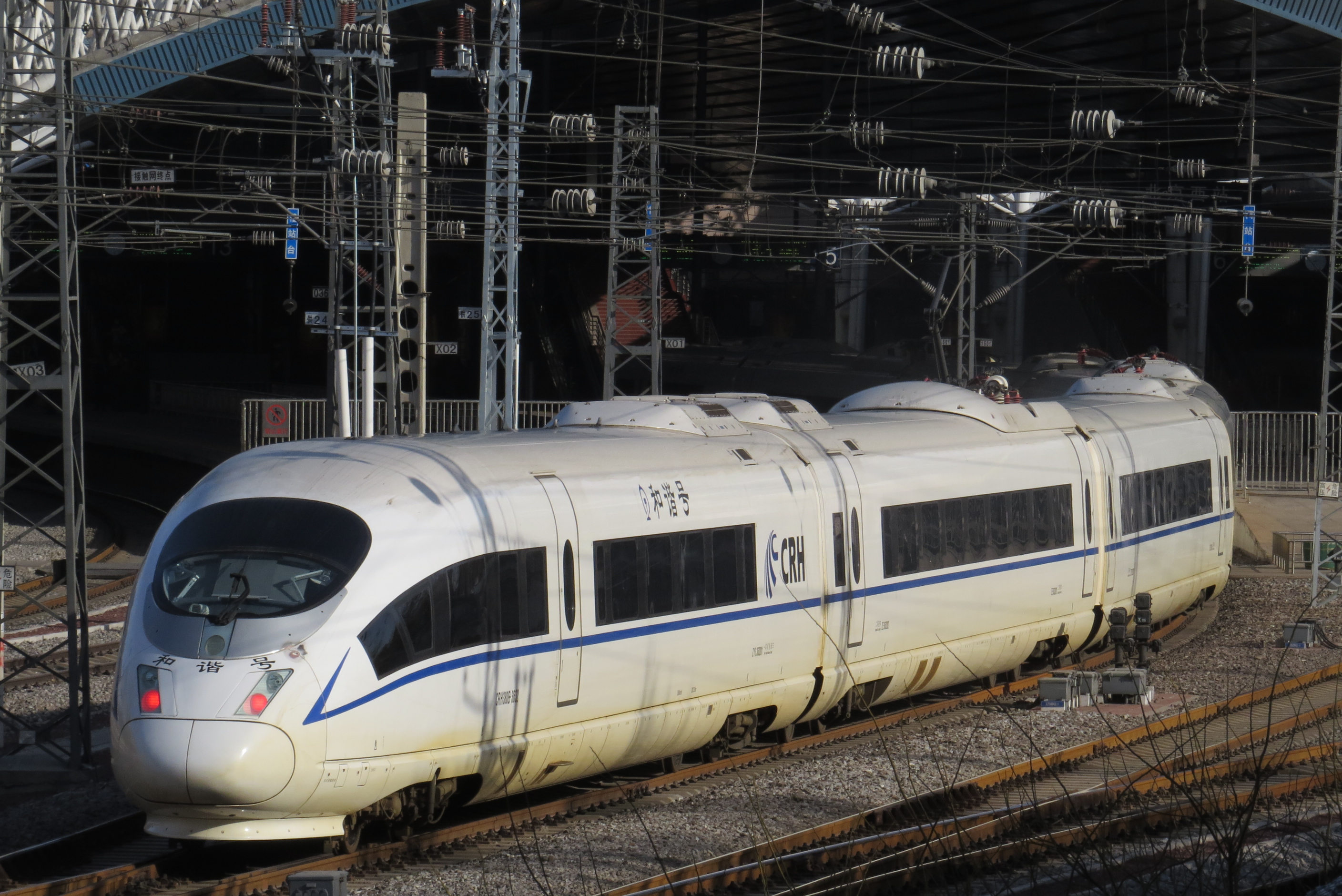
一列CRH380B列车抵達北京西站

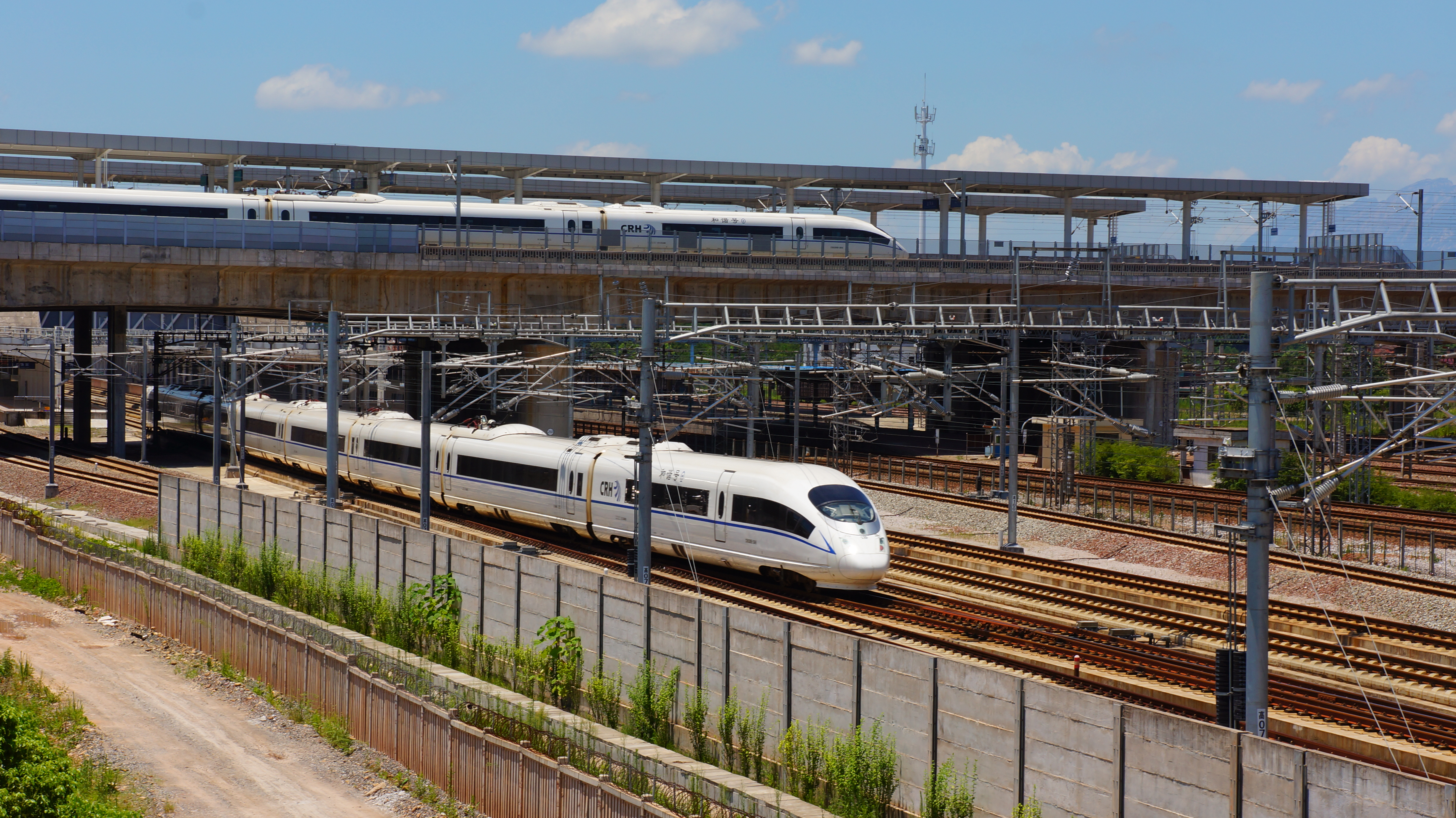
两组CRH380B动车组在车站结构为十字骑跨的上饶站
（上方為合福高速鐵路，左下方為滬昆高速鐵路，右下方為滬昆鐵路）

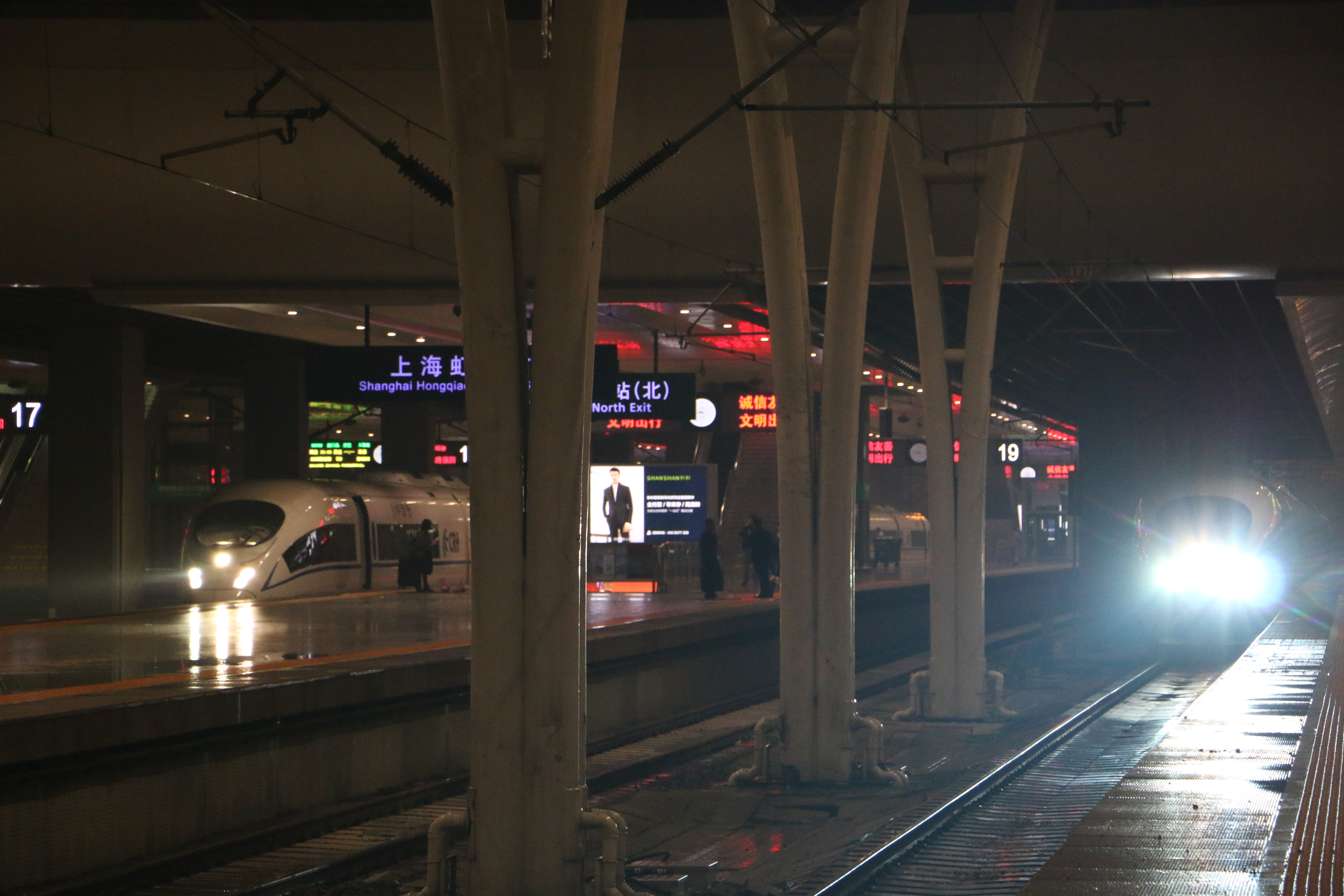
前期生产的CRH380B（左）和后期CRH380B（右）对比，后期生产的CRH380B头灯偏蓝

由唐山轨道客车（CRH380B-3571～CRH380B-3731、CRH380B-3738～CRH380B-3774）和长春轨道客车（CRH380B-5637～CRH380B-5683、CRH380B-5730～CRH380B-5761、CRH380B-5787～CRH380B-5802、CRH380B-5829～CRH380B-5888）生产，采用4动4拖的编组方式。该型号为CRH380B的非高寒型，主要为京沪高铁、京广高铁等大部分除东北以外的地方使用。虽然借鉴了CRH3C型动车组和CRH380BL高速动车组再优化设计，但由于编组一样并且列车外形及内部基本没有任何改变因此可视为CRH3C的改进版本，然而CRH380B并没有CRH3C般外露的车钩导向杆，车灯旁也没有栅型罩，且车轮材质经过强化，解决了CRH3C车轮易磨损的问题。
- CRH380B餐车二等座合造车内饰
- 早期生产的CRH380B型的部分二等座靠窗位置会产生“面壁”的情况，后期生产的列车解决了这一问题
- CRH380B的车门

- 后期生产的（2015年及以后）CRH380B型动车组的残疾人卫生间形状由半椭圆改为矩形
- 后期生产的CRH380B型动车组在车厢内加装了监控探头
- 后期生产的CRH380B配有储物间以配合承担高铁快运业务

### CRH380BL
CRH380BL型动车组列车总数为151列，其中61列由长春轨道客车生产（CRH380BL-5501～CRH380BL-5545、CRH380BL-5823～CRH380BL-5828、CRH380BL-5889～CRH380BL-5898），另外90列由唐山轨道客车生产（CRH380BL-3501～CRH380BL-3570、CRH380BL-3732～CRH380BL-3737、CRH380BL-3775～CRH380BL-3788），采用了8动8拖的编组方式，牵引功率为18400千瓦，列车由1辆商务车（又称VIP座车）、4辆一等座车、10辆二等座车和1辆餐车组成，其中商务车28人，一等座186 人，二等座791人，定员为1005人。
2010年9月20日，首列CRH380B型高速动车组（6401L）在唐山轨道客车的厂房内下线，而第二列（6402L）也在10月下线。2010年11月初，两列动车组前往中国铁道科学研究院环行铁道试验基地安装试验设备并进行初步试验，同年11月20日，CRH380B-6401L、CRH380B-6402L开始前往京沪高速铁路先导试验段（枣庄至蚌埠）开始进行正式线路联调联试和综合试验。11月28日起，CRH380BL开始在沪宁城际高速铁路上空载试运行。2010年12月5日，CRH380B型动车组在京沪高铁先导段的最高试验速度达457公里/小时。
2011年1月9日，采用特殊试验编组（8M4T）的CRH380B-6402L动车组再次进行京沪高速铁路徐州至蚌埠先导段的运行试验。当天下午5点，列车由徐州东站出发，在启动后6分钟之内就达到了380公里/小时，并于5时15分创造了每小时487.3公里的最高试验速度。
2011年1月13日起，配属上海铁路局的首批9列CRH380BL型电力动车组，在春运前夕投入沪杭客运专线的商业运营。
- CRH380BL型设有整节的商务座车厢
- CRH380BL型车门
- CRH380BL型开闭车门按钮以及儿童身高尺

### 非统型CRH380BG

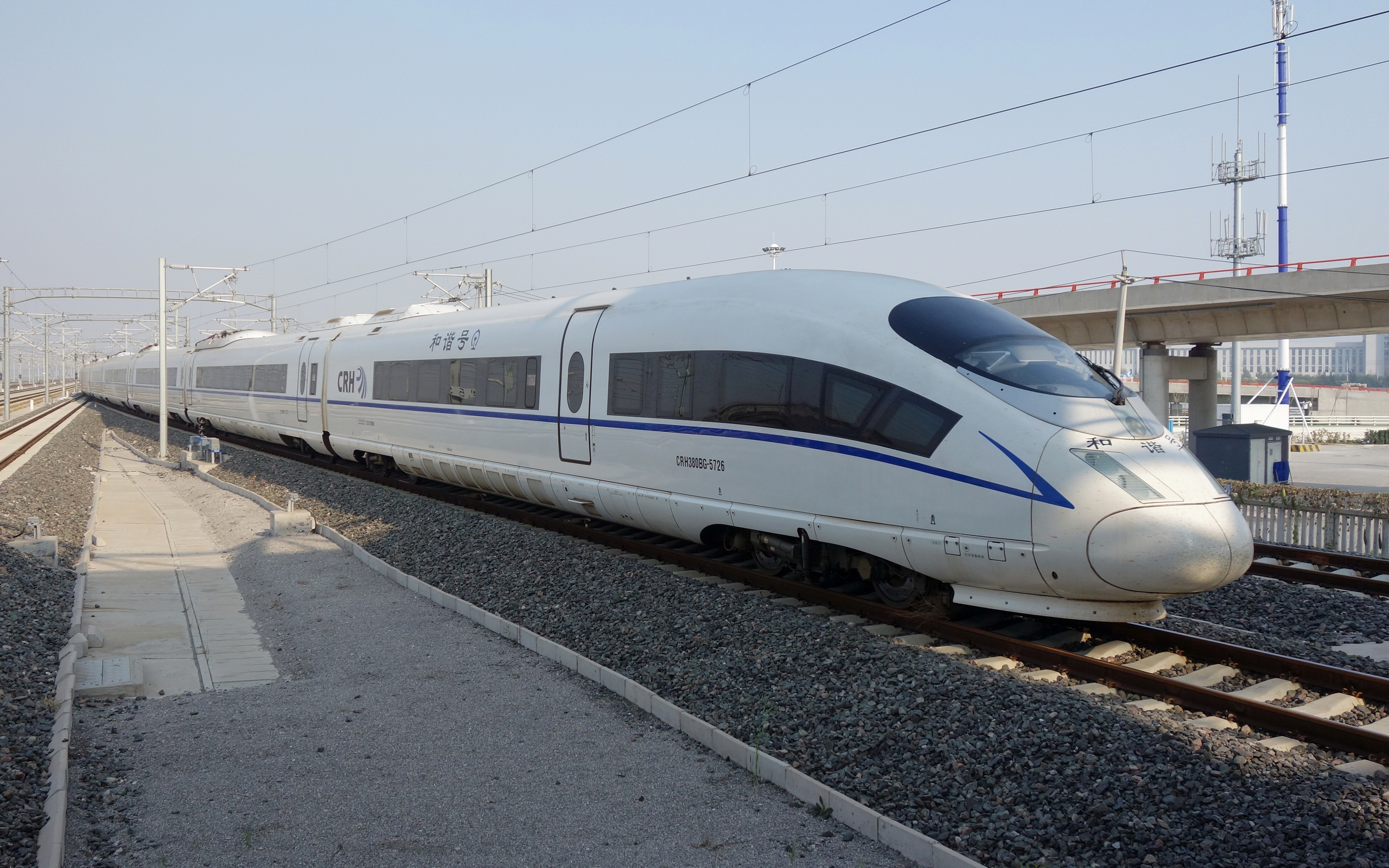
一列CRH380BG列车驶入滨海西站

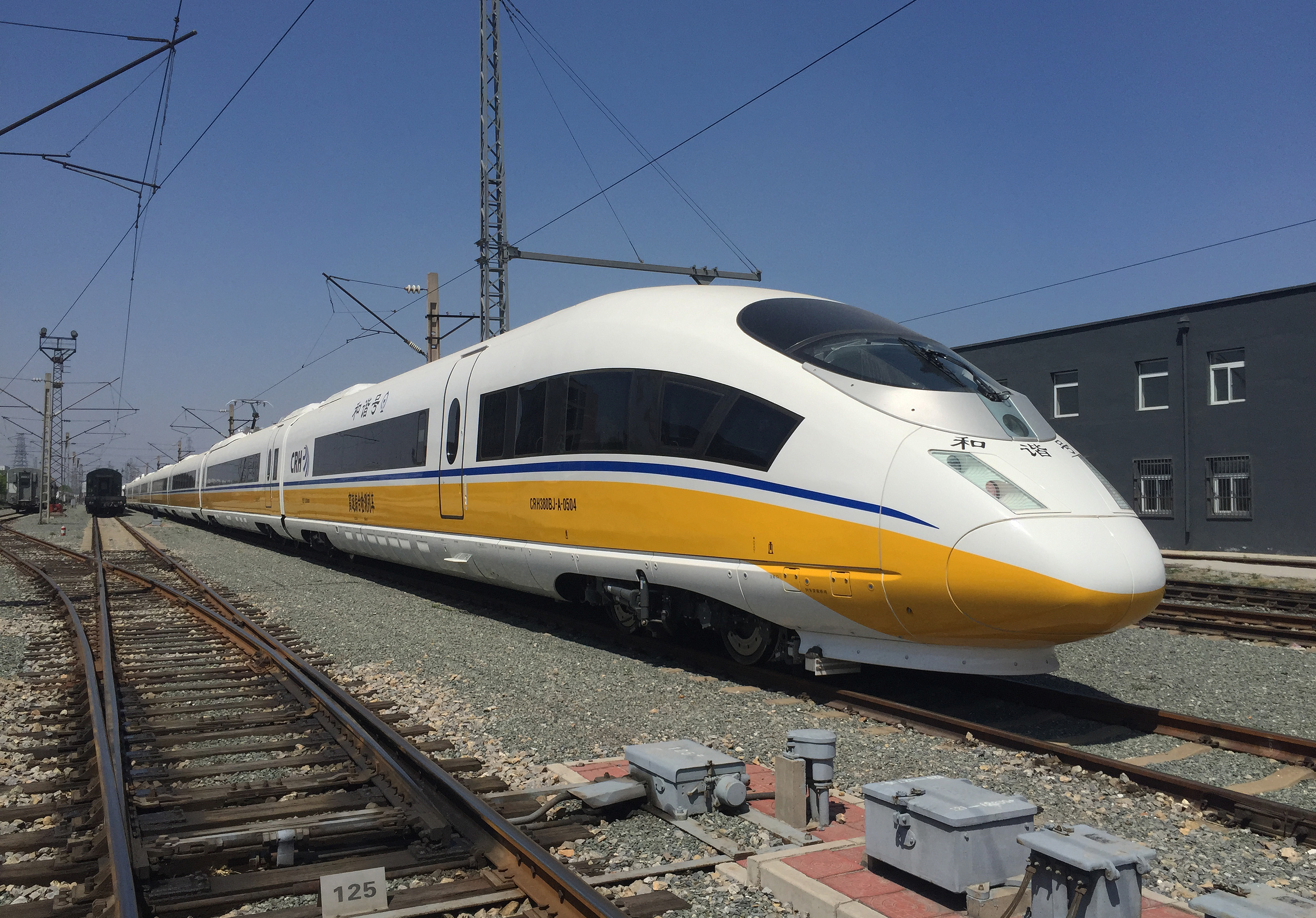
在CRH380BG的基础上制造的CRH380BJ-A-0504号高寒综合检测车

CRH380BG型动车组列车总数为66列（CRH380BG-5546～CRH380BG-5600、CRH380BG-5626～CRH380BG-5636），全部由长春轨道客车生产，采用4动4拖的编组方式，牵引功率为9200千瓦。该型车为高寒型，主要为哈大客运专线提供。

### 統型CRH380BG
統型CRH380BG型动车组列车总数为91列（CRH380BG-5684～CRH380BG-5729、CRH380BG-5762～CRH380BG-5786、CRH380BG-5803～CRH380BG-5822）全部由长春轨道客车生产，根据中国铁路总公司的要求采用根据目前运营经验和乘客乘坐需求，在各型动车组技术平台上，对列车的车型、定员、旅客服务设施、司机操作设施、列车的主要性能进行统一而设计出来的动车组的设计。该型车同樣为高寒型，主要为津秦客运专线提供。
- CRH380BG型一等座座椅
- CRH380BG型二等座车厢
- CRH380BG型列车转向架
- CRH380BG于重联状态下的车钩

## 车内布置

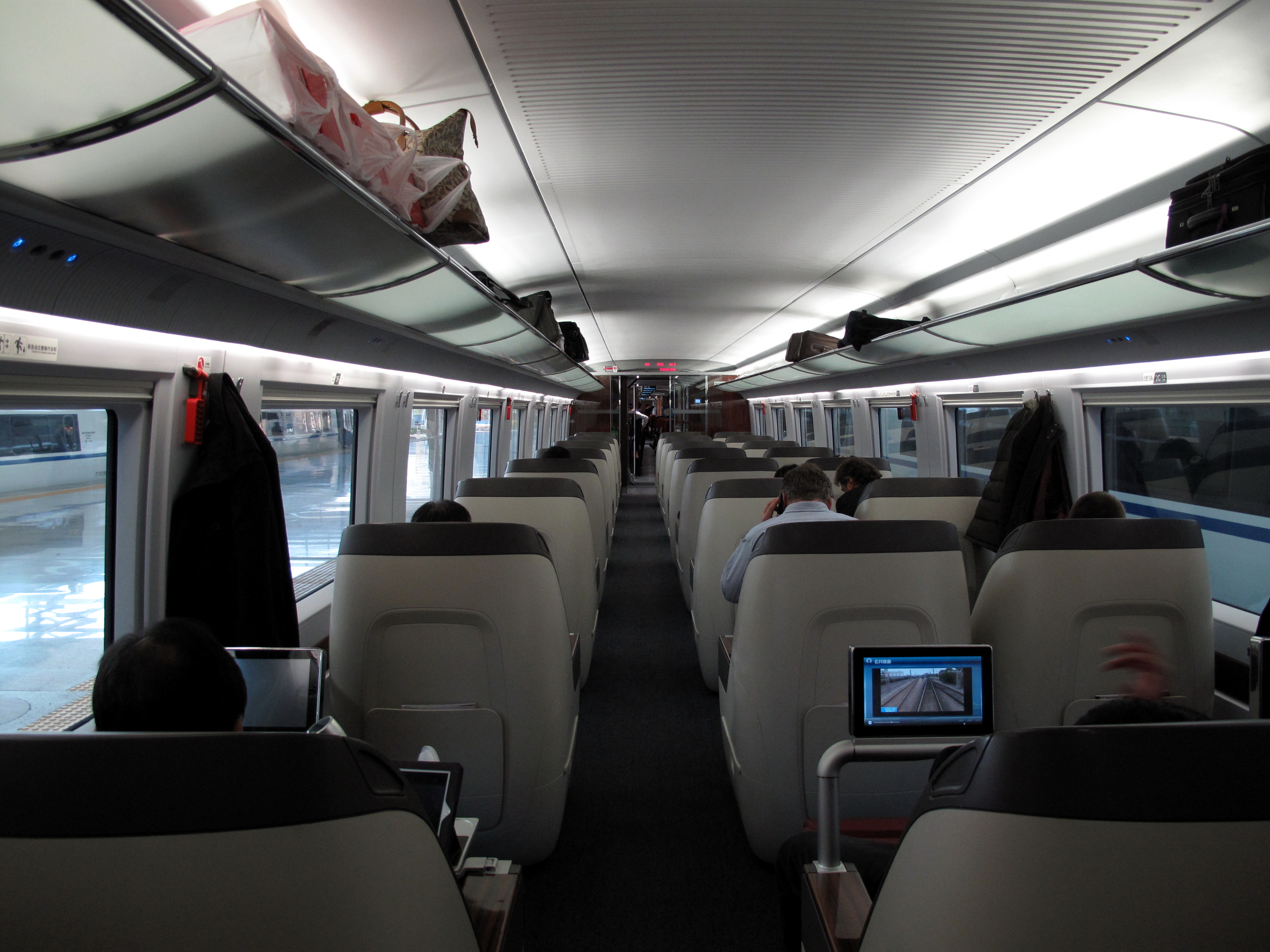
CRH380BL的商务座位

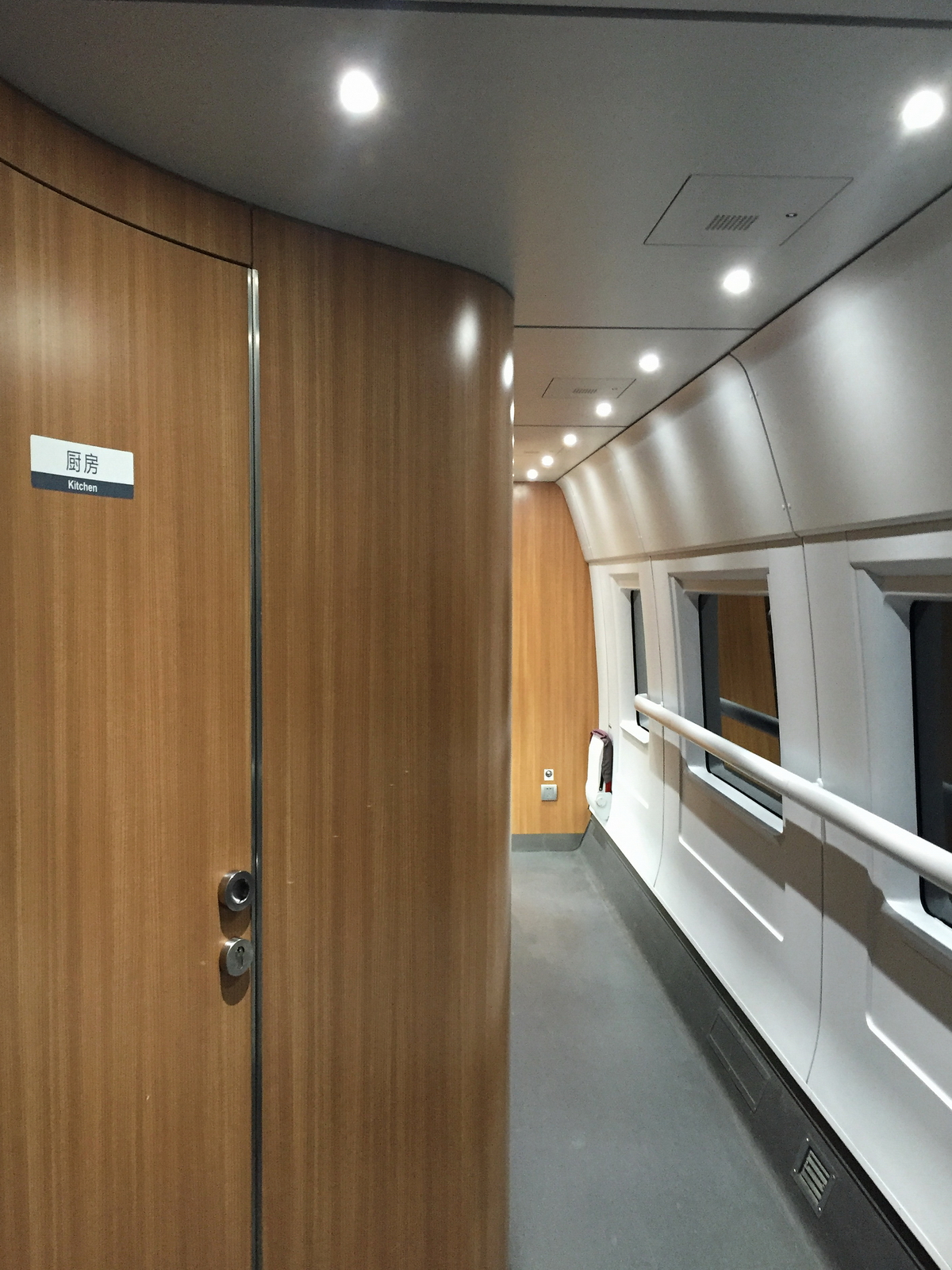
餐吧车走道上设立的休息座椅

CRH380B型动车组设有一等座、二等座、观光座、VIP座等座席等级。二等座车座席采用2+3布置；一等座车座席采用2+2方式布置，每组列车其中一辆一等座车设有一个4人包间、以及两个6人包间。VIP座位于商务车车厢（又称VIP车），采用1+2方式布置，设置类似民航客机头等舱的高级可躺座椅。与CRH3型动车组一样，CRH380B型动车组两端头车后方也设有包间，称为观光区，初期可通过可调透明度玻璃看到看到驾驶室的操作以及前方轨道视角，目前玻璃已全部锁定为不透明状态。
列车内部的旅客空间“航空化”，座位号除了数字外还增加了英文字母。二等座每列设有“3+2”方式排列五个座位，以“A、B、C、D、F”代表；一等座每列设有“2+2”方式排列四个座位，以“A、C、D、F”代表。无论是一等车厢还是二等车厢，带字母“A”和“F”的座位靠窗，带字母“C”和“D”代表贴近中间走道。以二等车厢第四排的座椅为例，座号“4A”、“4F”靠窗，“4C”、“4D”临过道，4B为两座中间一个座位。自2010年11月起铁道部陆续升级车站的售票系统后，旅客在人工售票窗口购票时可以选择指定车厢和席位号码；网络售票和自动售票机暂不支持自选车厢、席位，但网络售票在票源充足时支持选择靠窗/非靠窗位置。
- 一等座车厢内饰
- 二等座车厢内饰
- CRH380B餐吧车吧台

## 车辆配属概况
至2017年7月，总共已有661组CRH380B系列动车组出厂。
| 配属                      | 数量 | 动车组编号 | 运用所     | 备注                                                                                             |
| ------------------------- | ---- | --- | ---------- | ------------------------------------------------------------------------------------------------ |
| CRH380BG                  |      | |            |                                                                                                  |
| 沈阳局集团                | 30   | 5548～5555、5558、5559、5562～5564、5567～5569、5572～5577、5580、5583～5587、5595、5596 | 长春       |                                                                                                  |
| 沈阳局集团                | 28   | 5685～5688、5699、5700、5703、5704、5706～5709、5712、5724、5725、5728、5729、5763～5766、5809、5811～5813、5816、5817、5819 | 大连       | 均为统型车                                                                                       |
| 沈阳局集团                | 23   | 5684、5689、5690、5697、5701、5702、5705、5710、5715、5716、5719、5720、5723、5762、5768～5771、5774、5803、5808、5814、5818 | 沈阳北     | 均为统型车                                                                                       |
| 沈阳局集团                | 16   | 5698、5713、5767、5772、5773、5775～5777、5783、5784、5804～5807、5810、5815 | 沈阳南     | 均为统型车                                                                                       |
| 哈尔滨局集团              | 60   | 5546、5547、5556、5557、5560、5561、5565、5566、5570、5571、5578、5579、5581、5582、5588～5594、5597～5600、5626～5636、5691～5696、5711、5714、5717、5718、5721、5722、5726、5727、5778～5782、5785、5786、5820～5822                               | 哈尔滨     | 5691及以后为统型车                                                                               |
| CRH380B                   |      | |            |                                                                                                  |
| 上海局集团                | 48   | 3573、3581、3585、3589、3593、3594、3600、3603、3604、3606、3609、3611、3618、3623、3626、3629、3633、3640～3645、3652、3653、3655、3663、3673、3674、3678、3682、3704、3705、3713～3719、3721、3724、3728、3739、3741、3743、3752、3753             | 合肥南     |                                                                                                  |
| 上海局集团                | 28   | 3572、3575、3580、3583、3586、3587、3590、3591、3595、3598、3601、3602、3605、3607、3612～3615、3619、3620、3634、3639、3676、3677、3720、3729、3738、3745                                                                                           | 徐州东     |                                                                                                  |
| 广州局集团                | 18   | 3578、3608、3625、3636、3638、3650、3659、3661、3670、3671、3685、3689、3699、3701、3707、3708、3722、3725 | 长沙       |                                                                                                  |
| 广州局集团                | 12   | 3577、3597、3616、3630、3646、3647、3651、3656、3675、3700、3710、3749 | 深圳       |                                                                                                  |
| 广州局集团                | 27   | 3579、3596、3599、3621、3622、3628、3631、3635、3648、3654、3658、3660、3681、3683、3684、3686~3688、3690、3698、3706、3727、3744、3746~3748、3760                                                                                                   | 新塘       |                                                                                                  |
| 北京局集团                | 11   | 5662、5663、5667～5669、5671、5738～5742 | 曹庄       |                                                                                                  |
| 济南局集团                | 22   | 5651、5655、5672、5679、5682、5683、5745、5747、5749、5753、5761、5858～5860、5867～5870、5881～5884 | 青岛北     |                                                                                                  |
| 济南局集团                | 23   | 5638、5644、5646、5650、5677、5678、5681、5746、5748、5752、5758～5760、5799、5800、5830～5833、5847、5853、5854、5857 | 济南       |                                                                                                  |
| 济南局集团                | 12   | 5643、5673、5674、5744、5751、5789、5794、5796、5797、5843、5852、5855 | 临沂北     |                                                                                                  |
| 郑州局集团                | 52   | 5649、5653、5654、5657、5659、5661、5665、5666、5670、5676、5680、5733、5735、5736、5756、5757、5787、5788、5790、5791、5795、5801、5802、5835、5837～5842、5850、5851、5856、5861～5866、5872～5880、5885～5888                                     | 郑州东     |                                                                                                  |
| 西安局集团                | 55   | 3571、3574、3576、3582、3584、3588、3592、3610、3617、3627、3632、3637、3649、3657、3662、3664、3665、3667～3669、3672、3680、3691、3692、3694、3697、3709、3712、3723、3726、3730、3731、3740、3742、3750、3751、3754～3759、3761～3771、3773、3774 | 西安北     |                                                                                                  |
| 兰州局集团                | 35   | 5637、5639～5642、5645、5647、5648、5652、5656、5658、5660、5664、5675、5730～5732、5734、5737、5743、5750、5754、5755、5792、5793、5798、5829、5834、5836、5844～5846、5848、5849、5871                                                             | 兰州西     |                                                                                                  |
| 兰州局集团                | 10   | 3624、3666、3679、3693、3695、3696、3702、3703、3711、3772 | 銀川       |                                                                                                  |
| CRH380BL                  |      | |            |                                                                                                  |
| 上海局集团                | 26   | 3501、3503、3505～3515、3517、3518、3520～3522、3524、3526、3528、3530～3532、3537、3541 | 杭州艮山门 |                                                                                                  |
| 上海局集团                | 16   | 3502、3504、3516、3519、3523、3025、3527、3529、3533～3536、3538～3540、3542 | 宁波       |                                                                                                  |
| 上海局集团                | 21   | 3546～3547、3550、3551、3553～3556、3560～3562、3564、3565、3568、3732、3776、3782～3786 | 合肥南     |                                                                                                  |
| 上海局集团                | 8    | 3545、3567、3569、3570、3735～3737、3778 | 徐州東     |                                                                                                  |
| 上海局集团                | 7    | 3733、3734、3775、3777、3779～3781 | 南通       |                                                                                                  |
| 北京局集团                | 11   | 5506、5515、5516、5518、5523、5529、5530、5532、5533、5536、5537 | 曹莊       |                                                                                                  |
| 济南局集团                | 9    | 5504、5508、5509、5511、5525、5526、5534、5539、5540 | 济南       |                                                                                                  |
| 济南局集团                | 19   | 5501～5503、5505、5507、5512～5514、5517、5519～5522、5524、5527、5528、5531、5535、5538 | 青岛北     |                                                                                                  |
| 鄭州局集團                | 21   | 5541～5545、5823～5828、5889～5898 | 鄭州東     |                                                                                                  |
| 西安局集團                | 10   | 3543、3544、3548、3549、3552、3557～3559、3563、3566 | 西安北     |                                                                                                  |
| CRH380BJ（原名：CIT400B） |      | |            |                                                                                                  |
| 中国铁路总公司            | 2    | 0301、A-0504 | 不適用     | 高速综合检测列车（车身颜色为橙黄色）， CRH380BJ-0301頭型與CRH380CL相同， CRH380BJ-A-0504为高寒型 |

## 列車編組
车厢型号

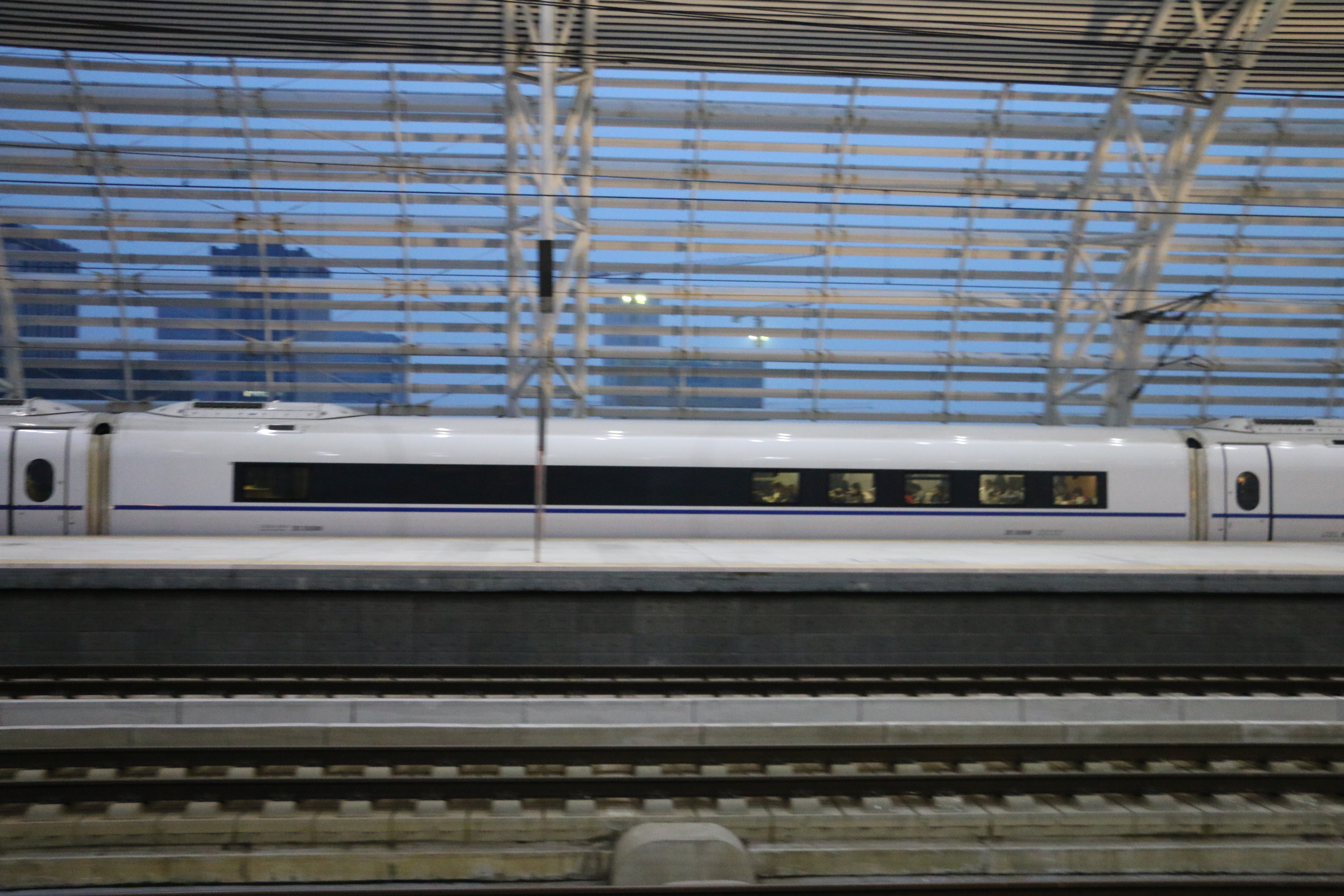
CRH380BL动车组编有整节的餐车

- SW：商务车（Business Class Coach）
- ZY：一等座車（First Class Coach）
- ZE：二等座車（Second Class Coach）
- CA：餐车（Dining Car）
- ZEC：二等座車／餐車（Second Class Coach／Dining Car）
- ZYT：一等座车／特等座车（First Class／Premier Coach）
- ZET：二等座车／特等座车（Second Class／Premier Coach）

英文字母意思
- Z：Zuo（拼音），座，座车
- Y：Yi（拼音），一，一等
- E：Er（拼音），二，二等
- C／CA：Can（拼音），餐，餐车
- T：Te（拼音），特，特等

### CRH380BG
| 车厢号                      | 1                        | 2                    | 3         | 4         | 5              | 6         | 7                    | 8                        |
| 车型                        | 一等座车／特等座车       | 二等座车             | 二等座车  | 二等座车  | 二等座車／餐車 | 二等座车  | 二等座车             | 二等座车／特等座车       |
| 车辆编号                    | CRH380BG-5xxx ZYT 5xxx01 | ZE 5xxx02            | ZE 5xxx03 | ZE 5xxx04 | ZEC 5xxx05     | ZE 5xxx06 | ZE 5xxx07            | CRH380BG-5xxx ZET 5xxx00 |
| 动力配置                    | 动车 带驾驶室（Mc）      | 拖车，带受电弓（Tp） | 动车（M） | 拖车（T） | 拖车（T）      | 动车（M） | 拖车，带受电弓（Tp） | 动车 带驾驶室（Mc）      |
| 定員（CRH380BG-5546～5585） | 44+8                     | 80                   | 80        | 71        | 40             | 80        | 80                   | 60+8                     |
| 定員（其他CRH380BG）        | 28+5                     | 85                   | 85        | 75        | 63             | 85        | 85                   | 40+5                     |
| 动力单元                    | 单元1                    | 单元1                | 单元1     | 单元1     | 单元2          | 单元2     | 单元2                | 单元2                    |

- xxx：列车編號（5546～5600、5626～5636、5684～5729、5762～5786、5803～5822）

### CRH380B
| 车厢号   | 1                       | 2                    | 3         | 4         | 5              | 6         | 7                    | 8                       |
| 车型     | 一等座车／觀光車        | 二等座车             | 二等座车  | 二等座车  | 二等座車／餐車 | 二等座车  | 二等座车             | 二等座车／觀光車        |
| 车辆编号 | CRH380B-xxxx ZYS xxxx01 | ZE xxxx02            | ZE xxxx03 | ZE xxxx04 | ZEC xxxx05     | ZE xxxx06 | ZE xxxx07            | CRH380B-xxxx ZES xxxx00 |
| 动力配置 | 动车 带驾驶室（Mc）     | 拖车，带受电弓（Tp） | 动车（M） | 拖车（T） | 拖车（T）      | 动车（M） | 拖车，带受电弓（Tp） | 动车 带驾驶室（Mc）     |
| 定員     | 28+5                    | 85                   | 85        | 75        | 63             | 85        | 85                   | 40+5                    |
| 动力单元 | 单元1                   | 单元1                | 单元1     | 单元1     | 单元2          | 单元2     | 单元2                | 单元2                   |

- xxxx：列车編號（3571～3731、3738～3774、5637～5683、5730～5761、5787～5802、5829～5888）

### CRH380BL
| 车厢号                                      | 1                        | 2                    | 3         | 4         | 5         | 6         | 7                    | 8         | 9         | 10                   | 11        | 12        | 13        | 14        | 15                   | 16                       |
| 车型（CRH380BL-3501～3542、5501～5540）     | 一等座车／观光车         | 一等座车             | 商务车    | 一等座车  | 二等座车  | 二等座车  | 二等座车             | 二等座车  | 餐車      | 二等座车             | 二等座车  | 二等座车  | 二等座车  | 二等座车  | 二等座车             | 一等座车／观光车         |
| 车型（其他CRH380BL）                        | 观光车／商务車           | 一等座车             | 一等座车  | 二等座车  | 二等座车  | 二等座车  | 二等座车             | 二等座车  | 餐車      | 二等座车             | 二等座车  | 二等座车  | 二等座车  | 二等座车  | 二等座车             | 观光车／商务車           |
| 车辆编号（CRH380BL-3501～3542、5501～5540） | CRH380BL-xxxx ZYG xxxx01 | ZY xxxx02            | SW xxxx03 | ZY xxxx04 | ZE xxxx05 | ZE xxxx06 | ZE xxxx07            | ZE xxxx08 | CA xxxx09 | ZE xxxx10            | ZE xxxx11 | ZE xxxx12 | ZE xxxx13 | ZE xxxx14 | ZE xxxx15            | CRH380BL-xxxx ZYG xxxx00 |
| 车辆编号（其他CRH380BL）                    | CRH380BL-xxxx SW xxxx01  | ZY xxxx02            | ZY xxxx03 | ZE xxxx04 | ZE xxxx05 | ZE xxxx06 | ZE xxxx07            | ZE xxxx08 | CA xxxx09 | ZE xxxx10            | ZE xxxx11 | ZE xxxx12 | ZE xxxx13 | ZE xxxx14 | ZE xxxx15            | CRH380BL-xxxx SW xxxx00  |
| 动力配置                                    | 动车 带驾驶室（Mc）      | 拖车，带受电弓（Tp） | 动车（M） | 拖车（T） | 拖车（T） | 动车（M） | 拖车，带受电弓（Tp） | 动车（M） | 动车（M） | 拖车，带受电弓（Tp） | 动车（M） | 拖车（T） | 拖车（T） | 动车（M） | 拖车，带受电弓（Tp） | 动车 带驾驶室（Mc）      |
| 定員（CRH380BL-3501～3542、5501～5540）     | 2+37                     | 56                   | 24        | 56        | 71        | 80        | 80                   | 80        | 38        | 80                   | 80        | 80        | 80        | 80        | 80                   | 2+37                     |
| 定員（其他CRH380BL）                        | 3+13                     | 56                   | 56        | 80        | 71        | 80        | 80                   | 80        | 38        | 80                   | 80        | 80        | 80        | 80        | 80                   | 3+13                     |
| 动力单元                                    | 单元1                    | 单元1                | 单元1     | 单元1     | 单元2     | 单元2     | 单元2                | 单元2     | 单元3     | 单元3                | 单元3     | 单元3     | 单元4     | 单元4     | 单元4                | 单元4                    |

- xxxx：列车编号（3501～3570、3732～3737、3775～3788、5501～5545、5823～5828、5889～5898），车辆分为两种：CRH380BL-5501～CRH380BL-5540、CRH380BL-3501～CRH380BL-3542为一种，3号车厢为商务车；CRH380BL-5541～CRH380BL-5545、CRH380BL-5823～CRH380BL-5828、CRH380BL-5889～CRH380BL-5898、CRH380BL-3543～CRH380BL-3570、CRH380BL-3732～CRH380BL-3737、CRH380BL-3775～CRH380BL-3788为另一种，原4车一等改为3车，增加一节二等座车为新4车，原1车和16号车的后部一等改为了商务车厢。

## 召回事件
2011年8月10日，中国北车表示，近日，配属上海局的CRH380B-6227L、6228L动车组，从北京回送上海的过程中，连续发生了热轴误报、自动降弓和牵引丢失故障。中国北车长客股份公司决定主动进行内部排查质量问题，暂缓CRH380BL列车交付，并将此事通报铁道部。
8月11日晚，中国北车集团发布公告称，召回全部唐山轨道客车和长春轨道客车生产的CRH380BL动车组，共54列。受此影响，8月16日起京沪高铁部分车次（包括部分跨线车次）停运。
11月14日，铁道部称54辆CRH380BL已整改完成，并将自11月16日起分批投入运营。

## 事故
2018年1月25日11时53分，由CRH380BL-5522（配属中国铁路济南局集团）担当的G284/281次列车行驶到京沪高铁定远站时，02号车厢内发生电器设备故障致车厢起火，事故未造成人员伤亡。